# Neetze
Neetze település Németországban, azon belül Alsó-Szászország tartományban. Lakosainak száma 2930 fő (2023. december 31.). Neetze Reinstorf és Rullstorf községekkel határos.

## Népesség
A település népességének változása:
| Lakosok száma | 2704 | 2684 | 2629 | 2710 | 2793 | 2930 |
|               | 2016 | 2017 | 2019 | 2021 | 2022 | 2023 |